# Planhauptstadt
Als Planhauptstadt bezeichnet man eine Planstadt, die als Hauptstadt geplant und gebaut wurde.

## Gründe für eine Planhauptstadt und Ergebnisse
Es gibt vielseitige Gründe für die Schaffung einer Planhauptstadt, beispielsweise zur besseren Verteilung der Bevölkerung. Die Stadt wird dann im zentralen Landesteil gebaut. Diese Ziele schlugen in der Regel fehl, nur extrem selten wurde die Planhauptstadt auch größte Stadt des Landes, eine bessere Verteilung der Bevölkerung gab es daher kaum.
In anderen Ländern gab es Streitigkeiten zweier oder mehrerer Städte, welche Hauptstadt werden soll, oder man wollte in Bundesstaaten die Hauptstadt in ein neutrales Gebiet legen. In diesen Fällen ist es oft nicht Ziel, die Planhauptstadt zur größten Stadt zu machen. In der Regel liegen die Städte auf neutralem Boden (beispielsweise District of Columbia oder Australian Capital Territory).

## Echte Planhauptstädte
Die folgenden Städte sind als Hauptstädte per Dekret geplant und neu gebaut worden.

### Abuja (Nigeria)
Die alte Hauptstadt von Nigeria war Lagos. Die Planung der Stadt begann 1976 unter Leitung des Japaners Kenzō Tange. Die neue Hauptstadt sollte nicht an der Küste, sondern zum Zweck einer besseren Bevölkerungsverteilung im Zentrum des Landes liegen. Es gab finanzielle Probleme und so wurde Abuja erst am 12. Dezember 1991 Hauptstadt von Nigeria. Die Stadt liegt im Federal Capital Territory.

### Belmopan (Belize)
Die an der Küste gelegene Stadt Belize City war bis 1970 Hauptstadt von Belize, bis der Regierungssitz in die neugebaute Hauptstadt Belmopan im Landesinneren verlegt wurde. Ausschlaggebend dafür war der Hurrikan Hattie, der 1961 Belize City zerstörte.

### Brasília (Brasilien)
Brasília sollte die Bevölkerung besser verteilen und wurde somit im zentralen Gebiet des Landes angelegt. 1956 begann der Bau mit dem Architekten Lúcio Costa, der mit Oscar Niemeyer zusammenarbeitete. Brasília wurde 1960 fertiggestellt und löste Rio de Janeiro als Hauptstadt ab. Sie liegt im Distrito Federal. Ihr Name sollte an den Staatsnamen erinnern, die Stadt hatte den Grundriss eines Kreuzes.

### Canberra (Australien)
In Australien war die erste Hauptstadt Melbourne, doch um keine Streitigkeiten mit anderen Städten (beispielsweise Sydney) zu schaffen, ließ man eine Planhauptstadt erbauen. Die Stadt Canberra wurde nach Plänen des US-amerikanischen Architekten Walter Burley Griffin im Jahr 1913 in Dreiecksform fertiggestellt. Sie liegt im Australian Capital Territory (weit vom Meer entfernt). Der Name kommt aus einer Aborigine-Sprache und bedeutet „Treffplatz“.

### Islamabad (Pakistan)
Die Hauptstadt von Pakistan sollte weiter im Innern des Landes liegen. In den 1960ern begann der Bau von Islamabad unter dem griechischen Architekten Konstantinos A. Doxiadis. 1967 wurde die Stadt schließlich Hauptstadt und löste Karatschi (bis 1959 Hauptstadt) und Rawalpindi (bis 1967 Übergangshauptstadt) ab. Islamabad liegt im 1970 errichteten Hauptstadtterritorium Islamabad (Islamabad Capital Territory).

### Karlsruhe (Deutschland)
Karlsruhe wurde 1715 als Hauptstadt der Markgrafschaft Baden-Durlach gegründet, als Markgraf Karl-Wilhelm sich entschloss, die mittelalterliche Enge seiner damaligen Residenz Durlach gegen den Bau einer neuen, in Anlage und Geist offenen Stadt einzutauschen. Die Stadtanlage ist stern- bzw. fächerförmig, die Straßen laufen auf das im Stadtzentrum gelegene Schloss zu.

### Japan
Die Hauptstädte Japans des Altertums wurden nach Muster der chinesischen Tang-Hauptstadt Chang’an planvoll angelegt. Diese waren Fujiwara-kyō (694–710), Heijō-kyō (710–741, 745–784), Kuni-kyō (741–744), Nagaoka-kyō (784–794) und Heian-kyō (794–1180, 1180–1868).

### Naypyidaw (Myanmar)
Naypyidaw, das wenige Kilometer westlich der zentralbirmanischen Provinzstadt Pyinmana erbaut wurde, ist seit 2005 offizieller Regierungssitz Myanmars. Der Umzug wurde mit der zentraleren Lage der Stadt im Vergleich zur alten Hauptstadt Rangun begründet. Im Januar 2011 wurde auch das neue Parlament eröffnet.

### Neu-Delhi (Indien)
Delhi ist die Hauptstadt von Indien. 1911 kündigte der britische König auf dem Delhi Durbar die Verlegung der Hauptstadt Britisch-Indiens von Kalkutta in die alte Mogul-Hauptstadt Delhi, bzw. das eigens dafür neu zu erbauende bzw. im Bau befindliche Stadtquartier Neu-Delhi an. Die im britischen Stil gehaltene Planstadt Neu-Delhi wurde 1929 fertiggestellt und am 10. Februar 1931 als neue Hauptstadt Britisch-Indiens eingeweiht. Erbauer war der britische Architekt Edwin Lutyens. Neu-Delhi ist heute einer von elf Distrikten des Unionsterritoriums Delhi.

### Sankt Petersburg (Russland)
Sankt Petersburg war von 1712 bis 1918 Hauptstadt und gegen Ende des Russischen Kaiserreiches auch die größte Stadt. Die Stadt, die allein auf eine Idee Peters des Großen zurückgeht, sollte Russland über die Ostsee nach Europa öffnen und auch symbolisch die Macht der in Moskau dominierenden Bojaren und der russisch-orthodoxen Kirche brechen. Heute ist zwar Moskau wieder Hauptstadt und größte Stadt Russlands, Sankt Petersburg aber immerhin die zweitgrößte Stadt des Landes und viertgrößte Europas.

### Valletta (Malta)
Valletta wurde vom katholischen Malteserorden, der die geistliche wie weltliche Herrschaft über die Insel Malta hatte, nach der Belagerung von Malta (1565) durch die Osmanen als Festungsstadt geplant und erbaut. 1571 wurde der Ordenssitz nach Valletta verlegt, womit die Stadt zur Hauptstadt Maltas avancierte.

### Washington, D.C. (Vereinigte Staaten)
Die ursprünglichen Hauptstädte der USA waren New York und Philadelphia. In den 1790er Jahren begann der US-Präsident George Washington (Namensgeber) ein Gebiet zu wählen, welches ungeachtet der Topografie die strenge Form eines auf der Spitze stehenden Quadrates von zehn Meilen Seitenlänge hatte und für das sowohl Maryland als auch Virginia Teile abgeben mussten (der Virginia-Teil wurde später an Virginia zurückgegeben). Der Baumeister war Pierre Charles L’Enfant; seit 1800 ist Washington D. C. im District of Columbia die US-Hauptstadt.

## Beförderte Städte
Diese Städte existierten bereits als eher unbedeutende Städte, bevor sie aufgrund eines Dekretes Hauptstadt wurden.

### Ankara
Vor der Gründung der Türkischen Republik 1923 war die geographische Lage von Istanbul, der Hauptstadt des Osmanischen Reiches, zu dezentral. Als Küstenstadt und aufgrund ihrer Nähe zu den Landesgrenzen war Istanbul anfällig für Invasionen, was insbesondere der Fall war, als die Stadt nach der Niederlage des Osmanischen Reiches im Ersten Weltkrieg zwischen 1918 und 1923 von den alliierten Streitkräften besetzt wurde. Auch erinnerte Istanbul an das aufgelöste Sultanat. Mustafa Kemal Atatürk, der für seine Modernisierungspläne einen Neuanfang wollte, suchte deshalb nach einer Stadt inmitten Anatoliens. Aus diesem Grund wurde das rund 4000 Jahre alte und in der Antike sehr bedeutende, nun aber zu einer Kleinstadt herabgesunkene Ankara Hauptstadt der neuen Republik Türkei.
Ankara hatte bereits als Schaltzentrale der Befreiungsarmee um Atatürk Bedeutung erlangt und war zugleich auch der Sitz des neuen türkischen Parlaments. Es ist aber immer nur die politische Hauptstadt geblieben und konnte Istanbul ihre Rolle als Wirtschafts- und Kulturhauptstadt nie streitig machen.

### Bonn
Bonn war mit der Hauptstadtfrage seit 1949 provisorischer Regierungssitz der Bundesrepublik Deutschland geworden. Spätestens seit Anerkennung der DDR als zweitem deutschen Staat wurden mit der Entspannungspolitik Willy Brandts alle Aufgaben einer Hauptstadt übernommen. Anfang der 1980er Jahre begannen Neuplanungen für das Bundeshaus, was 1986 in den Abriss des früheren provisorischen Plenarsaals mündete. Jedoch wurde die Umsetzung aller Pläne von der Geschichte überholt. 1991 wurde im Hauptstadtbeschluss festgelegt, Regierung und Parlament in das wiedervereinigte Berlin umzusiedeln.

### Dodoma
Dodoma, Tansania, wurde 1907 unter deutscher Kolonialherrschaft gegründet. Am 5. Oktober 1974 löste es Daressalam als offizielle Hauptstadt ab. Seitdem sind einige Ministerien und 1996 auch die Nationalversammlung von Daressalam nach Dodoma umgezogen, viele Regierungsbehörden haben dies jedoch bislang unterlassen.

### Helsinki
Nach der Gründung des Großfürstentums Finnland 1809 wurde Helsinki zu dessen Hauptstadt ausgebaut, da Turku, die vorher bedeutendste Stadt dieser Region, zu weit im Westen lag. Ausschlaggebend für die Ortswahl war nicht zuletzt die Lage gegenüber der Festung Suomenlinna.

### Ngerulmud
Die traditionelle Hauptstadt Palaus, Koror, wurde allgemein als zu groß und zu zentralistisch für den Inselstaat angesehen. Daher wurde beschlossen, im Nordosten der Insel Babelthuap, der größten Insel Palaus, eine neue Stadt, Ngerulmud, zu errichten und zur Hauptstadt zu bestimmen. Am 7. Oktober 2006 wurde Ngerulmud zur neuen Hauptstadt erklärt. Die Bauarbeiten sind aus finanziellen und logistischen Gründen dabei noch lange nicht beendet, außer einigen repräsentativen Regierungsgebäuden im Stile der US-amerikanischen Regierungsgebäude existieren lediglich einige ärmliche Hütten der Angestellten und nur eine befestigte Straße. Ngerulmud hat weniger als 278 Einwohner.

### Astana
Astana (kasachisch Астана; wörtlich übersetzt „Hauptstadt“), von 2019 bis 2022 Nur Sultan, ist seit dem 10. Dezember 1997 Regierungssitz und seit dem 10. Juni 1998 Hauptstadt Kasachstans. Bis 1997 war die zuvor auch Akmola (bis 6. Mai 1998), Akmolinsk (1830–1961) bzw. Zelinograd (1961–1991) genannte Stadt im Herzen Kasachstans nicht sehr bedeutend, bis sie vom kasachischen Präsidenten Nursultan Nasarbajew zur Hauptstadt erklärt wurde. Wirtschaftliches und kulturelles Herz ist aber weiterhin die alte Hauptstadt Almaty (früher: Alma-Ata).

### Ottawa
Als nach einer Hauptstadt für die Provinz Kanada gesucht wurde, entschied man sich für Ottawa, da sowohl Toronto als auch Québec zu nah an der Grenze zu den damals verfeindeten USA lagen. Außerdem konnte so ein Ausgleich zwischen den Sprachgruppen der Provinz geschaffen werden, da die Stadt, damals Zentrum des Holzhandels, genau an der Sprachgrenze liegt.
Wirtschaftlich spielt Ottawa für das Land jedoch nach wie vor eine untergeordnete Rolle.

### Yamoussoukro
Yamoussoukro (dt. auch Jamussukro) ist seit dem 21. März 1983 die Hauptstadt der Elfenbeinküste. Yamoussoukro liegt im Zentrum des Landes, etwa 230 Kilometer nördlich der früheren Hauptstadt Abidjan, und ist die Geburtsstadt von Félix Houphouët-Boigny, dem ersten Präsidenten der Elfenbeinküste. Er ließ dort nach dem Vorbild des Petersdoms eine der größten katholischen Kirchen der Welt, die Basilika Notre-Dame de la Paix, sowie eine Reihe weiterer Prunkbauten errichten.

## Planungen zu Planhauptstädten

### Ägypten
2015 wurden Pläne enthüllt, innerhalb der nächsten Jahre 45 km östlich von Kairo eine neue Hauptstadt zu errichten. Der Hauptgrund ist, dass die Stadt der immensen Bevölkerungszahl (über zehn Millionen Einwohner) nicht mehr gewachsen ist und das dadurch entstandene Chaos einer Hauptstadt nicht würdig sei. Der Kostenvoranschlag für das Projekt „Neue Verwaltungshauptstadt Ägyptens“ liegt bei ca. 45 Milliarden Dollar. Der Bau der neuen Hauptstadt begann 2016. Bis Mai 2023 wurden 14 Ministerien und Regierungsstellen dorthin verlegt. Am 2. April 2024 legte Präsident Abd al-Fattah as-Sisi den Verfassungseid für eine dritte Amtszeit in Folge ab und weihte die neue Hauptstadt offiziell als Regierungssitz ein. Da die Hauptstadt offiziell noch Namenlos ist, wird der vorläufige Name „Neue Verwaltungshauptstadt Ägyptens“ verwendet. Die eingeweihte Hauptstadt befindet sich noch im Bau (Stand 2025).

### Äquatorialguinea
Seit Mitte der 2000er Jahre wird im Dschungel von Äquatorialguinea die Planhauptstadt Ciudad de la Paz errichtet.

### Argentinien
Unter der Regierung Alfonsín gab es Pläne, die Hauptstadt Argentiniens in die Doppelstadt Viedma/Carmen de Patagones zu verlegen, dies scheiterte jedoch an der Finanzierung und wurde von den nachfolgenden peronistischen Regierungen nicht mehr weiterverfolgt.

### Haiti
Der Diktator Haitis François Duvalier („Papa Doc“) plante, inspiriert durch den Bau der Stadt Brasília, sich selbst ein städtebauliches Denkmal zu setzen. Das Projekt versandete aber, nachdem an der bezeichneten Stelle ein Kino, einige Betonbungalows und eine Hahnenkampfarena errichtet worden waren.

### Indonesien
Indonesien konkretisiert seit August 2019 seine Pläne die Hauptstadt von Jakarta auf die Insel Borneo zu verlegen. Für den Aufbau der Stadt werden bis zu 10 Jahre veranschlagt. Grund für die geplante Verlegung ist, dass Jakarta seit Jahren absinkt und zu großen Teilen bereits unter dem Meeresspiegel liegt. Im Januar 2022 konkretisierte die indonesische Regierung die Hauptstadtpläne mit einem Gesetz. Die neue Hauptstadt namens Nusantara soll auf halbem Wege zwischen Balikpapan und Samarinda an der Südostküste Borneos liegen, der Küste von Sulawesi gegenüber. Geplant sind Investitionen von mehr als 32 Milliarden USD über mehrere Jahre hinweg. Die ersten Ministerien sollen 2024 umziehen.

### Montserrat
Auf Montserrat wird seit 2012 mit Little Bay eine neue Hauptstadt gebaut. Sie soll die De-facto-Hauptstadt Brades ersetzen, die 1997 zur provisorischen Hauptstadt wurde, nachdem die De-jure-Hauptstadt Plymouth durch einen Ausbruch des Vulkans Soufrière Hills 1997 verwüstet und aufgegeben wurde.

### Simbabwe
In Simbabwe haben 2014 die ersten Planungen und 2017 die ersten Bauarbeiten an der Planhauptstadt Mount Hampden begonnen. Das Parlamentsgebäude wurde 2022 fertiggestellt.

### Südkorea
Am 11. August 2004 gab der Präsident Südkoreas, Roh Moo-hyun, bekannt, dass die Hauptstadt des Landes in die Provinz Chungcheongnam-do verlegt werden soll. Die Planstadt Sejong liegt ca. 150 Kilometer südlich der aktuellen Hauptstadt Seoul. Als Gründe wurden die Überbevölkerung von Seoul und die dortige Konzentration der Wirtschaftskraft genannt. Rund 20 Millionen der 48 Millionen Südkoreaner leben in Seoul und seinen Satellitenstädten. Aber auch die Nähe zur Grenze zu Nordkorea (Seoul liegt in der Reichweite der nordkoreanischen Artillerie) wurde als Grund genannt. Am 21. Oktober wurde das Gesetz zum Umzug jedoch vom Verfassungsgericht als verfassungswidrig erklärt. Die Verlegung der Hauptstadt sei eine wichtige nationale Entscheidung, die nicht ohne eine Befragung der Bevölkerung beschlossen werden könne.
Präsident Roh plante nun nur noch eine Verlegung des Regierungssitzes mit zahlreichen Ministerien und Organisationen des Staates. Das Blaue Haus (Sitz des Präsidenten), das Parlament, das Verfassungsgericht, sowie die Ministerien für Wiedervereinigung, Verteidigung, Gleichberechtigung, Justiz und das Außenministerium sollen in Seoul bleiben, welches auch weiterhin Hauptstadt des Landes sein wird. Lee Myung-bak, der Nachfolger Rohs als Präsident, wollte das Projekt stoppen und Sejong lediglich zu einem Zentrum für Wissenschaft, Bildung und Wirtschaft ausbauen. Der damalige Premierminister Chung Un-chan trat nach Ablehnung seines Vorschlags zum Verzicht der Umzüge von Ministerien von seinem Amt zurück. In der ersten Umzugsphase Ende 2012 waren sieben Ministerien und das Büro des Ministerpräsidenten umgezogen. Nach der dritten Umzugsphase im Oktober 2014 sollen 16 Ministerien und Behörden sowie 20 staatliche Organisationen in der neuen Verwaltungsstadt angesiedelt sein.